# I-176
I-176 — підводний човен Імперського флоту Японії, який брав участь у бойових діях Другої світової війни.

## Початок історії корабля
І-176 став першим човном типу KD7. На відміну від попереднього типу KD6 у нього була дещо зменшена потужність дизелів — з 6,7 МВт до 5,9 МВт. Також зменшилась дальність плавання економічним ходом 16 вузлів — до 15 000 км проти 19 000 км у підтипу KD6B. Максимальна глибина становила 80 метрів проти 85 метрів на KD6B. У складі озброєння зберегли шість 533-мм торпедних апаратів, але тепер усі вони були носовими. Зате зенітне озброєння підсилили, встановивши замість одного 13,2-мм кулемета дві 25-мм гармати.
І-176 спорудили у 1942 році на верфі ВМФ у Куре та по завершенні включили до 11-ї дивізії підводних човнів.

## Перший похід
Всього через кілька днів після завершення човна союзники висадились на сході Соломонових островів, що започаткувало шестимісячну битву за Гуадалканал. Як наслідок, 10—16 вересня 1942-го І-176 перейшов з Куре на атол Трук у центральній частині Каролінських островів (тут ще до війни створили потужну базу японського ВМФ, з якої до лютого 1944-го провадились операції у цілому ряді архіпелагів), а вже 18 вересня вирушив у перший бойовий похід, первісно маючи завдання патрулювати південніше від Гуадалканалу.
13 жовтня 1942-го човен виконав завдання із доставки припасів японським береговим спостерігачам, а через кілька діб діяв у районі між островами Сан-Крістобаль (лежить на схід від Гуадалканалу) та Еспіриту-Санто (саме тут, на півночі архіпелагу Нові Гебриди, була головна передова база союзників для дій на Гуадалканалі). Надвечір 20 жовтня І-176 зустрів тут загін у складі 1 лінкора, 2 важких та 2 легких крейсерів і есмінців охорони, по якому дав повний залп із шести торпед. Одна з них влучила у важкий крейсер «Честер» у районі машинного відділення та нижче за броньовий пояс, унаслідок чого цей корабель втратив хід. Втім, дещо менше ніж за півтори години екіпажу Chester вдалось частково відновити подачу енергії та забезпечити малий хід. У підсумку в супроводі есмінців крейсер дійшов до Еспіриту-Санто, а пізніше пройшов до Австралії на ремонт, який тривав аж до серпня наступного року.
Що стосується І-176, то його переслідування есмінцями не дало результату, а 29 жовтня 1942-го човен повернувся на Трук.

## Рейс на Нову Гвінею
16 листопада 1942-го союзники почали операцію на Новій Гвінеї проти японського передового угруповання в районі Буна-Гона. Комунікація з ним була можлива лише за допомогою військових кораблів, причому, як показали перші походи, есмінці наражались у таких рейсах на велику небезпеку. Як наслідок, до постачання залучили підводні човни. 12 грудня 1942-го І-176 прибув до Рабаулу — головної передової бази в архіпелазі Бісмарка, з якої здійснювались операції на Соломонових островах та сході Нової Гвінеї. 14 грудня човен вирушив у перший рейс до Буни та прибув сюди 16 грудня. Цього дня йому не вдалось встановити контакт із наземними військами, до того ж І-176 короткочасно сів на мілину біля устя річки Мамбаре. Лише надвечір 17 числа вдалось передати 14 тонн вантажу для гарнізону Буни, а 20 грудня човен повернувся до Рабаула, після чого 21—24 грудня пройшов на Трук.

## Рейс на Соломонові острова
14—17 січня 1943-го І-176 перейшов з Труку до якірної стоянки Шортленд — прикритої групою невеликих островів Шортленд акваторії біля південного завершення острова Бугенвіль, де зазвичай відстоювались бойові кораблі та перевалювались вантажі для подальшої відправки далі на схід Соломонових островів. Тут човен прийняв на палубу плавучі бочки з припасами та вирушив 18 січня до Камімбо-Бей на Гуадалканалі (постачання японських сил на цьому острові також залежало від есмінців та підводних човнів). 20 січня І-176, який перебував на перископній глибині, вивільнив бочки, які мало винести прибоєм на берег. Проте через присутність в районі ворожих патрульних кораблів весь вантаж було втрачено.
Від Гуадалканалу І-176 попрямував в район на південь від острова для бойового патрулювання. До кінця січня він двічі виявляв ворожі загони бойових кораблів, проте не зміг зайняти положення для атаки. Наприкінці місяця І-176 разом зі ще сімома підводними човнами спрямували північніше від острова Реннел для прикриття евакуації з Гуадалканалу (завершилась 9 лютого), а 17 лютого 1943-го повернувся на Трук.

## Другий рейс на Нову Гвінею
12—16 березня 1943-го І-176 перейшов з Труку до Рабаулу, при цьому 14 березня під час прямування в надводному положенні він був прийнятий за ворожий підводний човен японським транспортом, який поки І-176 не підняв японський прапор встигнув випустити три снаряди. У Рабаулі човен прийняв вантаж та два десятки військовослужбовців для доставки до новогвінейського Лае у глибині затоки Хуон (можливо відзначити, що лише за кілька діб до того повним розгромом в битві у морі Бісмарка завершилась остання спроба японців провести до Лае конвой транспортних суден). 
17 березня 1943-го І-176 вирушив до Нової Гвінеї та надвечір 19 числа був у гавані Лае. Тут під час розвантаження човен обстріляли та бомбардували 5 ворожих літаків, при цьому одна бомба потрапила у розміщені на палубі бочки з рисом, загинули два члени екіпажу. Сам І-176 отримав пошкодження баластної цистерни, що не дозволяло досягнути стабільного занурення. Човен посадили на мілину для аварійного ремонту, під час якого, зокрема, пробоїни від куль забили дерев'яними чопами (тим часом десантна баржа з Лае зняла весь вантаж). Після тестового занурення І-176 попрямував до Рабаулу, при цьому під час нічних переходів у надводному положенні його двічі атакували ворожі патрульні літаючі човни, які скинули дві та одну бомби відповідно, проте промахнулись. 22 березня І-176 почали прикривати японські літаки і тієї ж доби човен досягнув Рабаулу.
27—30 березня 1943-го І-176 здійснив перехід на Трук, а 1—7 квітня пройшов до Японії, де став на ремонт у Окаямі, а потім у Тамано. Ремонт завершився лише 8 червня, після чого майже місяць човен провадив тренування у Внутрішньому Японському морі.

## Нові рейси на Нову Гвінею
2—10 липня 1943-го І-176 перейшов з Японії на Трук, а невдовзі вирушив до Рабаулу. Тут він прийняв вантаж та вирушив до Лае, де 23 липня розвантажився і одразу рушив назад, прийнявши на борт 40 військовослужбовців. Вночі 25 липня при прямуванні в надводному положенні І-176 атакував австралійський патрульний літак, який спершу скинув освітлювальні пристрої, а потім кілька глибинних бомб, дві з яких здетонували вже коли І-176 занурювався, але не завдали пошкоджень. Коли через три години човен сплив на поверхню, виявили ще одну глибинну бомбу, яка поцілила бойову рубку, проте не вибухнула. Ввечері того ж дня І-176 зустріли патрульні кораблі та довели до Рабаулу.
В наступні кілька тижнів І-176 здійснив цілий ряд нових транспортних рейсів до Лае, куди прибував 6, 12, 22, 29 серпня та 6 вересня 1943-го.
Невдовзі Лае захопили союзники, і 15 вересня 1943-го І-176 вирушив у перший рейс до Фіншхафену (східне завершення півострова Хуон), де розвантажився 17 вересня, а 19 числа повернувся до Рабаулу. 24 вересня І-176 знову був біля Фіншхафену (біля якого дві доби тому висадились союзники), проте не зміг встановити контакт з японськими наземними військами ані тоді, ані в наступні кілька діб. Лише 1 жовтня І-176 передав вантаж за призначенням, після чого повернувся до Рабаула (а Фіншхафен невдовзі опинився у руках союзників).
17 жовтня 1943-го І-176 вийшов у транспортний рейс до Сіо (на північному узбережжі півострова Хуон). 19 жовтня він розвантажився і 22 числа повернувся у Рабаул. Невдовзі човен виконав другий рейс до Сіо, де розвантажився 28 жовтня, а 1 листопада був у Рабаулі.

## Рейс до Бугенвіля та на Трук
Того ж 1 листопада 1943-го союзники почали висадку на Бугенвілі, а в ніч проти 3 листопада японський загін спробував атакувати ворожі кораблі біля плацдарму, проте зазнав поразки в битві в районі затоки Імператриці Августи. І-176 дістав наказ підібрати вцілілих з потопленого легкого крейсера «Сендай». Під час прямування в надводному положенні І-176 був атакований патрульним літаючим човном та зазнав пошкоджень від близьких вибухів бомб, що змусило перервати рятувальну місію. 3 листопада І-176 повернувся у Рабаул, а 13 листопада рушив на Трук.
Маючи дані з перехопленої радіограми, американське командування мобілізувало для полювання на І-176 три свої субмарини. Незадовго до завершення 16 листопада в районі за кілька сотень кілометрів на південь від Труку на І-176, який прямував у напівзануреному положенні, помітили підводний човен «Корвіна», підсвічений місячним сяйвом. Японський корабель повністю занурився і, наблизившись до Corvina, випустив три торпеди (діло відбувалось вже на початку 17 листопада). Невдовзі почули два сильні вибухи і «Корвіна» затонув разом з усім екіпажем (він став єдиним американським підводним човном, потопленим японською субмариною).                                                         
18 листопада 1943-го І-176 прибув на Трук, а 20—26 листопада пройшов у Японію для ремонту, де перебував аж до весни.

## Останній похід
20 березня 1944-го І-176 вирушив з Куре, маючи за перше завдання доставити вантаж на атол Мілі на Маршаллових островах (наприкінці січня американці встановили контроль над цим архіпелагом, узявши чотири атоли, і Мілі серед них, у блокаду). За кілька діб човен отримав наказ провадити бойове патрулювання біля Мілі, який дещо пізніше змінили на дії в районі атола Джалуїт (ще один острів Маршаллового архіпелагу із заблокованим гарнізоном). 12 квітня І-176 полишив цей регіон та 20 числа прибув на Трук.
30 квітня — 3 травня 1944-го І-176 виходив з Труку в безуспішній спробі перехопити американське авіаносне з'єднання.
10 травня 1944-го І-176 вирушив у транспортний рейс до Буки (порт на однойменному острові біля північного узбережжя значно більшого Бугенвілю). 12 травня його помітили з патрульного літака і на полювання за японською субмариною вийшли з островів Трежері чотири есмінці. Надвечір 16 травня есмінець «Хаггард» встановив сонарний контакт, після чого він та есмінець «Френкс» провели кілька атак глибинними бомбами, які й стали фатальними для І-176. Човен загинув разом з усіма 103 членами екіпажу.

## Бойовий рахунок
| Дата       | Назва     | Тип             | Тоннаж | Місце           |
| 17.11.1943 | «Корвіна» | підводний човен | 1525   | 5°50'N 151°10'E |